# Miriam Laura Leonardi
Miriam Laura Leonardi (* 29. November 1985 in Lörrach) ist eine Schweizer Medien- und Objektkünstlerin.

## Leben
Leonardi ist in der Region Laufental-Thierstein aufgewachsen. Sie lebte in Paris, Mexiko-Stadt und Los Angeles, bevor sie sich in Zürich niederließ. Ihr Studium an der Zürcher Hochschule der Künste schloss sie 2015 mit dem Master of Fine Arts ab. Die Jury des Kunsthalle Zürich Production Awards (mit Kadist) zeichnete sie im selben Jahr zusammen mit anderen Absolventen aus, am Tbilisi 7 Festival in Georgien teilzunehmen.
Leonardi arbeitet mit Zeichnung, Performance, Skulptur und Video. Sie konstruiert Objekte mit Anklängen aus Film und Literatur. Ihr Interesse gilt dem Individuum in Beziehung zur umgebenden Kultur. Ihre erste Einzelausstellung "Models" mit Video- und Audio-Werken hatte sie 2014 in der Produzenten-Galerie Plymouth Rock in Zürich. 2015 nahm sie mit Objekten, die sie gemeinsam mit Jacky Poloni und Julia Znoj schuf, als "Sondergast" an der Artgenève in der Kunst Halle Sankt Gallen teil. Seither stellt sie regelmässig im In- und Ausland aus und präsentiert Filme sowie Performances u. a. im Swiss Institute (New York), Luma Westbau (Zürich), Kunsthalle Fri Art (Fribourg), Galerie Maria Bernheim (Zürich), Jenny's (New York), Istituto Svizzero (Rom), Musée d'art contemporain Bordeaux, Kunsthalle Bern und Bel Ami, Los Angeles. Leonardi war Stipendiatin am Istituto Svizzero in Rom, Gasworks London, Swiss Institute New York, Luma Arles und lehrt im Bachelor of Fine Arts an der Kunsthochschule Ecole cantonale d'art de Lausanne (ÉCAL). Sie erhielt u. a. den Swiss Art Awards 2017 und den Prix Mobilière 2021. Ausserdem organisiert sie das Projekt Photography Exhibit! in Zürich.

## Ausstellungen
Einzelausstellung
- 2014: Models, Plymouth Rock, Zürich
- 2015: Life as a Guest, Marbiers 4, Genf
- 2016: Orphan at the Cemetery, Maria Bernheim, Zürich
- 2018: Help in the Search, Kunsthalle Fri Art, Fribourg
- 2018: Oh là là Cookies, Bel Ami, Los Angeles
- 2019: March at Marias, Maria Bernheim, Zürich
- 2019: Contiene Lengua, Aguirre, Mexiko-Stadt
- 2020: Collaborate or Collapse, Forde, Geneva
- 2021: Party in the Front, Business in the Back, Maria Bernheim, Zürich
- 2021: You Received a New Memory, Atlas, Brüssel
- 2022: Exhibition with View, Jenny's, New York

Teilnahme
- 2015: Das Dreieck der Liebe, Helmhaus, Zürich[23]
- 2015: Artgenève, Kunst Halle Sankt Gallen
- 2015/2016: Tbilisi 16, Kunsthalle Zürich[24]
- 2020: No Dandy, No Fun, Kunsthalle Bern
- 2020: Rock Me Baby, Cac Yverdon, Yverdon
- 2021: Lemaniana, Centre d'art contemporain, Genf
- 2022: 10 Milliards d'années, Musée d'art et d'histoire, Genf
- 2022: L’arcobaleno riposa sulla strada, Istituto Svizzero, Rom
- 2022: Barbe à Papa, CAPC, Bordeaux

## Bücher
- Miriam Laura Leonardi: VOILÀ, Beck Books 2015[25]